# Rejon sowietski (obwód kurski)
Rejon sowietski (ros. Советский район) – jednostka administracyjna wchodząca w skład obwodu kurskiego w Rosji.
Centrum administracyjnym rejonu jest osiedle typu miejskiego Kszeńskij.

## Geografia
Powierzchnia rejonu wynosi 1201,34 km².
Graniczy z rejonami: czeriemisinowskim, gorszeczeńskim, timskim, kastorieńskim (obwód kurski) oraz z obwodami: lipieckim i orłowskim.
Główne rzeki (wszystkie płytkie) to: Kszeń (12 km nurtu w rejonie), Raschowiec (25 km), Griaznaja (26 km), Kriestiszcze (17 km), Pieriewołocznaja (13 km), Gorodiszcze (10 km), Grajworonka (19 km), Iwica (17 km).

## Historia
Rejon powstał w roku 1928. Jego nazwa pochodzi od pierwszego centrum administracyjnego – wsi Sowietskij, która w 1958 została przyłączona do osiedla typu miejskiego Kszeńskij. W 1934 rejon wszedł w skład nowo utworzonego obwodu kurskiego.

## Demografia
W 2018 rejon zamieszkiwało 16 837 mieszkańców, w tym 5501 na terenach miejskich.

## Miejscowości
W skład rejonu wchodzi: 1 osiedle typu miejskiego, 18 sielsowietów i 117 wiejskich miejscowości.